# Izvoarele (okręg Mehedinți)
Izvoarele – wieś w Rumunii, w okręgu Mehedinți, w gminie Gruia. W 2011 roku liczyła 951 mieszkańców.